# Ampsen
Ampsen is een kasteel, landgoed en buurtschap in de gemeente Lochem, noordelijk gelegen van het stadje Lochem, in de Nederlandse provincie Gelderland. De buurtschap heeft 280 inwoners (2009).

## Geschiedenis
In het jaar 1105 wordt een 'Ulricus de Amsene' als getuige vermeld in een onechte oorkonde. Uit deze vermelding leidt men af dat er toen al een goed Ampsen moet hebben bestaan. Er waren twee goederen die Ampsen heetten: Ouden-Ampsen en Nieuwen-Ampsen. Ouden-Ampsen was een leengoed van de hertogen van Gelre en wordt als zodanig sinds 1379 in de leenregisters van het kwartier Zutphen vermeld. Het was rond die tijd al een versterkt huis, want in 1389 belooft de bezitter ervan de hertog van Gelre en diens onderzaten geen schade te doen vanuit dit huis. Nieuwen-Ampsen lag naast Ouden-Ampsen en was een allodiaal goed tot het in 1650 eveneens tot een Gelders leengoed werd gemaakt. Beide huizen Ampsen werden in de Spaanse tijd verwoest door de Spanjaarden in 1605.
Gerrit Jan van Nagell heeft het huidige huis rond 1650 laten bouwen. Het is echter niet bekend of hij daarvoor een geheel nieuwe plek heeft uitgezocht, of de locatie van het oude huis heeft gebruikt.
Kort na 1754 werd het huis uitgebreid door Johan Herman Sigismund van Nagell: aan de rechterkant van het L-vormige gebouw werd een nieuwe vleugel aangebouwd, zodat een U-vorm ontstond. De kasteelgracht rondom het huis werd gedempt.
Bij de plek waar eens Oud Ampsen stond, staat vandaag een boerderij met die naam en een deels omgracht burchteiland, maar tussen deze boerderij en het huidige kasteel staat weer een boerderij Nieuwen-Ampsen. Het kasteel en landgoed is vandaag de dag nog steeds particulier bezit.

## Heren en vrouwen van Ampsen
- jhr. mr. Rudolph Everhard Willem van Weede, heer van de beide Ampsen (1931-2014), zoon van volgende
- Wilhelmina Elisabeth Charlotte van Weede-gravin van Lynden van Sandenburg (1900-1984), zus van volgende; geen vrouwe van Ampsen
- Marie Jacqueline gravin van Lynden van Sandenburg (1903-1983), dochter van volgenden
- Gerarda Cornelia barones van Nagell (1878-1946), dochter van volgende, trouwt 1900 mr. F. A. C. graaf van Lynden van Sandenburg (1873-1932)
- Mr. Assueer Jacob baron van Nagell (1853-1928), zoon van volgende
- Mr. Justinus Egbert Hendrik baron van Nagell (1825-1901), zoon van volgende
- Christien Jasper Adrien baron van Nagell (1784-1883), heer van de beide Ampsen 1774-, zoon van volgende
- Johan Herman Sigismund van Nagell (1730-1784), heer van de beide Ampsen (1751) zoon van volgende
- Hendrik Jacob van Nagell (1696-1742), heer van de beide Ampsen 1733-, zoon van volgende
- Johan Herman van Nagell (1648-1698), heer van de beide Ampsen 1677-, zoon van volgende
- Gerrit Jan Nagell (-1675), heer van de beide Ampsen, zoon van volgende
- Joost Nagel (-1646), heer van Olden-Ampsen, 1595-, zoon van volgende
- Johan Nagel (†tussen 1579 en 1581), heer van Olden-Ampsen, 1571-, zoon van volgende
- Joost Nagel (-1558), heer van Olden-Ampsen, 1547-, trouwt 1539 Anna van Keppel, beleend met Ampsen 1547, dochter van volgende
- Johan van Keppel, heer van Olden-Ampsen

## Galerij

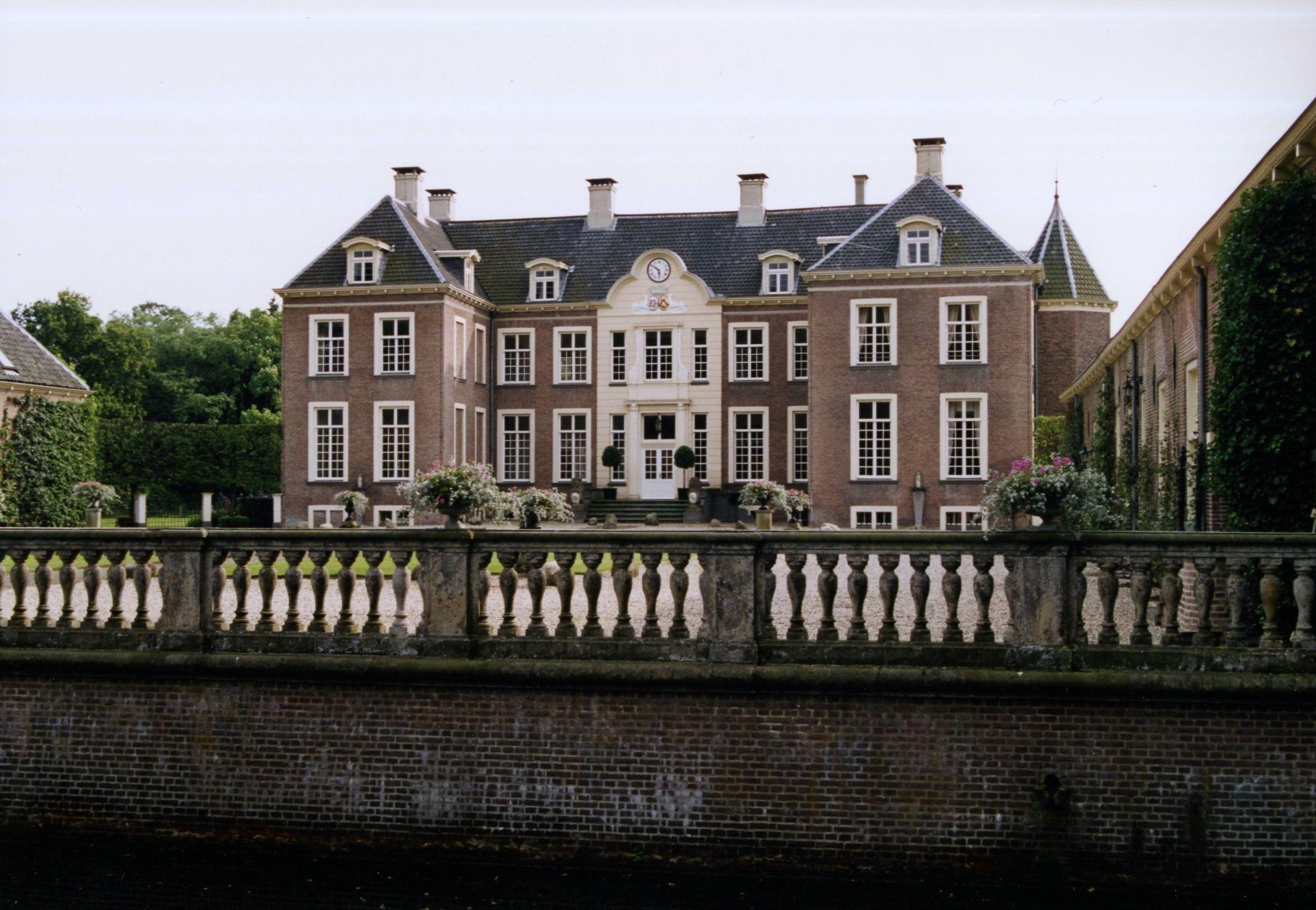
Huis Ampsen te Lochem.
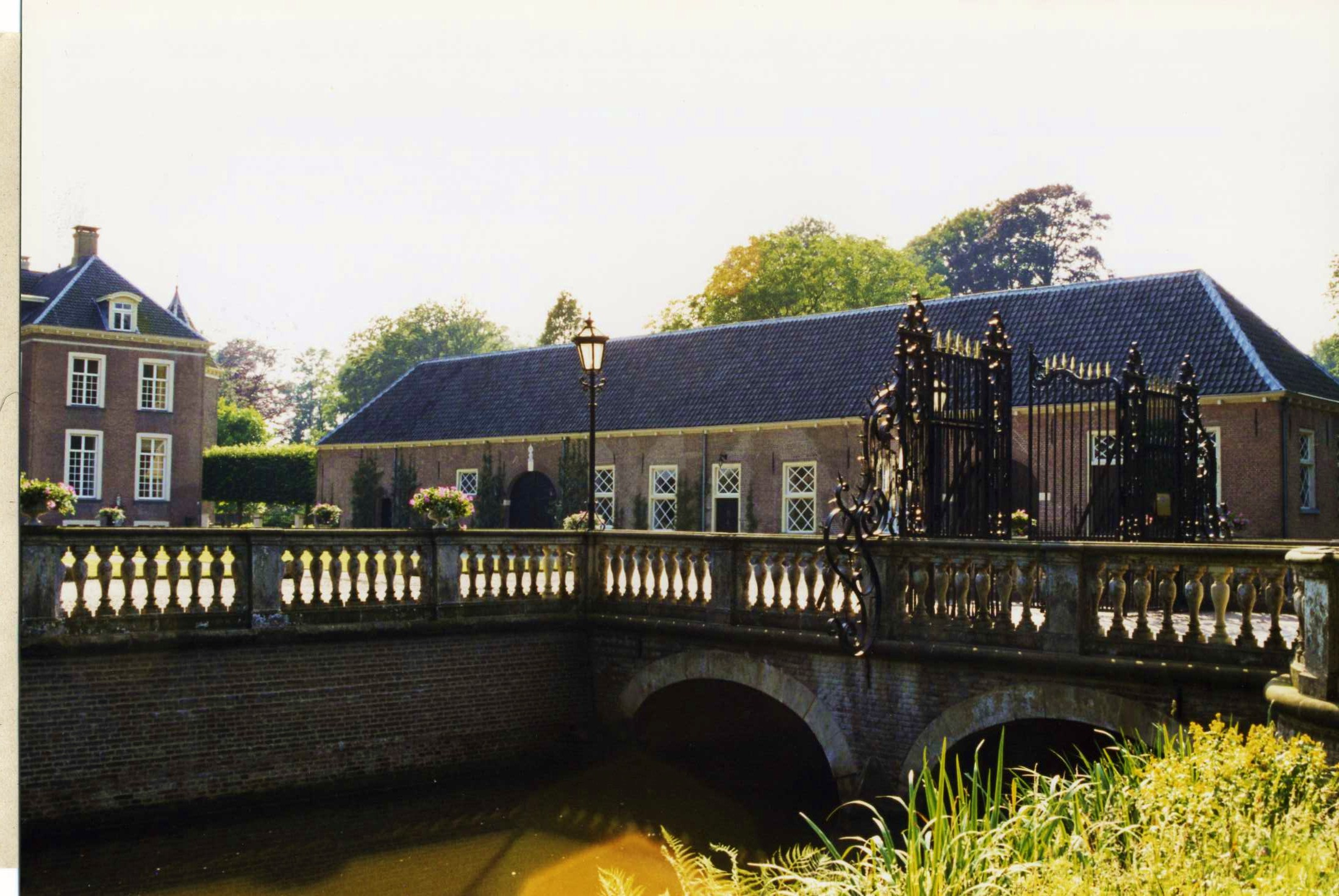
Het noordwestelijke bouwhuis
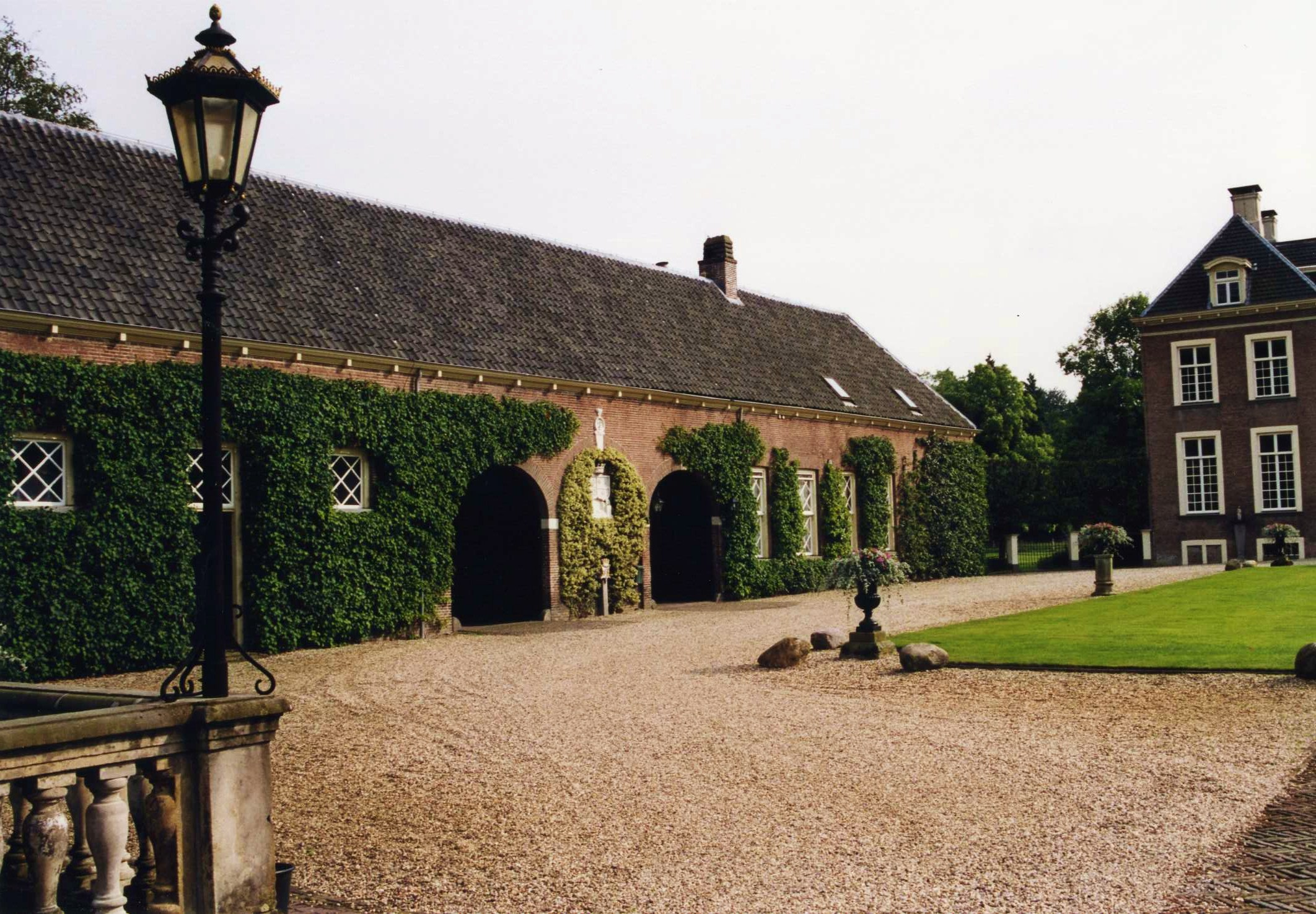
Het zuidoostelijke bouwhuis
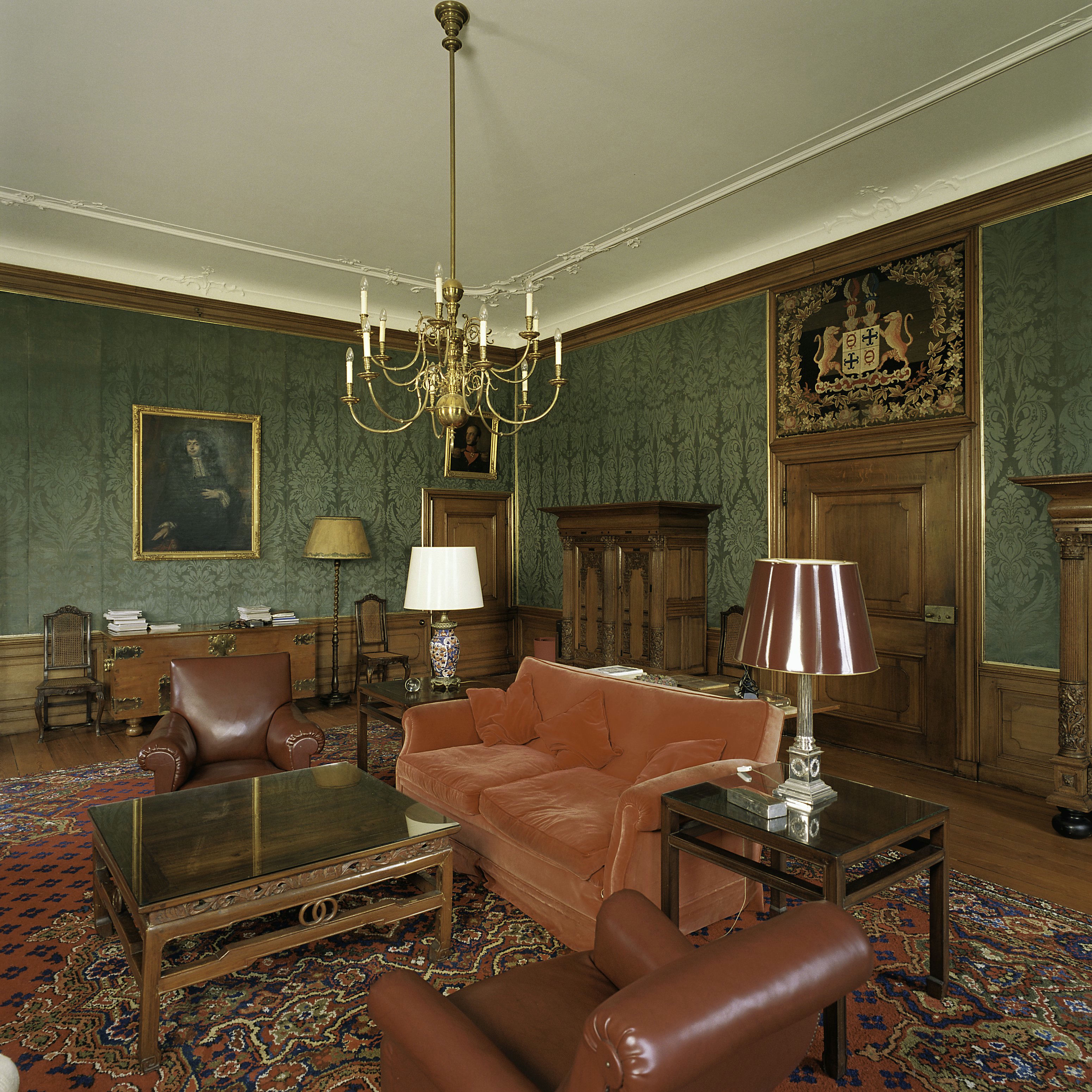
Groene Kamer